# Moscow Stars
Moscow Stars was een Russische wielerploeg, die zowel op de weg als de baan actief was. De ploeg kwam uit in de continentale circuits van de Internationale Wielerunie - de UCI.
Moscow Stars werd opgericht in 2005 onder de naam Omnibike Dynamo Moscow. Na het seizoen 2007 hield de ploeg op te bestaan.

## Bekende (oud-)renners
- Aleksandr Chatoentsev (2005-2006)
- Sergej Kolesnikov (2005-2006)
- Ivan Kovaljov (2006)
- Aleksej Sjmidt (2005-2007)
- Michail Timosjin (2005)
- Joeri Trofimov (2005-2007)
- Edoeard Vorganov (2005-2006)

## Ploegen per jaar
- Ploeg 2007